# Syzygium samoense
Syzygium samoense är en myrtenväxtart som först beskrevs av Isaac Henry Burkill, och fick sitt nu gällande namn av W.Arthur Whistler. Syzygium samoense ingår i släktet Syzygium och familjen myrtenväxter. Inga underarter finns listade i Catalogue of Life.